# Церковь Казанской иконы Божией Матери (Александровская)
Це́рковь Каза́нской ико́ны Бо́жией Ма́тери — православный храм в Санкт-Петербурге, в посёлке Александровская.
Приход храма относится к Санкт-Петербургской епархии Русской православной церкви, входит в состав Пушкинского (Царскосельского) благочиния. Настоятель — протоиерей Борис Леонидович Куприянов.

## История

### Явление иконы Божией Матери Казанская
27 апреля (9 мая) 1826 года крестьянка деревни Александровки Марфа Екимова сообщила священнику Благовещенской церкви Антонию Благовещенскому, что ей в течение трёх ночей являлась «прекрасная женщина в белой одежде», которая приказывала выйти на берег реки Кузьминки и взять икону. При этом, по свидетельству жителей, задние ворота двора были каждый раз открытыми. На третью ночь после явления, выйдя через ворота к реке, Марфа увидела свет, в котором образ спустился на берег за огородом.
Причт Кузьминской церкви освидетельствовал чудо. О событии было сообщено митрополиту Серафиму (Глаголевскому), повелевшему установить образ в Благовещенской церкви. Икона пользовалась большим почитанием. Уже 3 (15) июня 1826 года храм посетила императрица Александра Фёдоровна с наследником Александром Николаевичем и великой княжной Марией Николаевной.

### Первый храм
Деревня Александровка была приписана к приходу Кузьминской церкви. Удалённость от храма побудила жителей деревни выступить с инициативой об учреждении Православного Братства во имя Пресвятой Богородицы. При этом, было решено найти средства для постройки в деревне церкви в честь Казанской иконы Божией Матери в память её чудесного явления 27 апреля (9 мая) 1826 года.
Летом 1892 года в дачном доме, принадлежавшем местному жителю С. В. Лабутову, была освящена и открыта чайная Царскосельского отдела Общества трезвости, однако просуществовала она недолго и лишь в начале 1898 года для «проведения духовных бесед, чтений и устройства молитвословий» её владельцу вновь было разрешено открыть помещение, в котором усердием дачников были установлены иконы, подсвечники и различная церковная утварь.
В 1903 году по инициативе Николая Фёдоровича Петерсона и при поддержке местных дачевладельцев было принято решение о создании Братства во имя Пресвятой Богородицы, которое и было официально учреждено 25 января (7 февраля) 1904 года. 29 мая (11 июня) 1905 года на крестьянском сходе деревень Редкое и Верхнее Кузьмино было подтверждено ранее принятое решение предоставить Братству для постройки храма участок сельскохозяйственной земли между полотном Санкт-Петербург-Варшавской железной дороги и Императорской железнодорожной веткой, а 8 (21) декабря того же года Министерство внутренних дел официально утвердило это решение. Помимо средств, выделенных местными дачниками, императрицей Александрой Фёдоровной на сооружение храма было пожертвовано 3100 рублей. Закладка деревянного храма состоялась 16 (29) августа 1906 года. В этот день к месту закладки из Кузьминской церкви вышел крестный ход с чудотворной Казанской иконой.

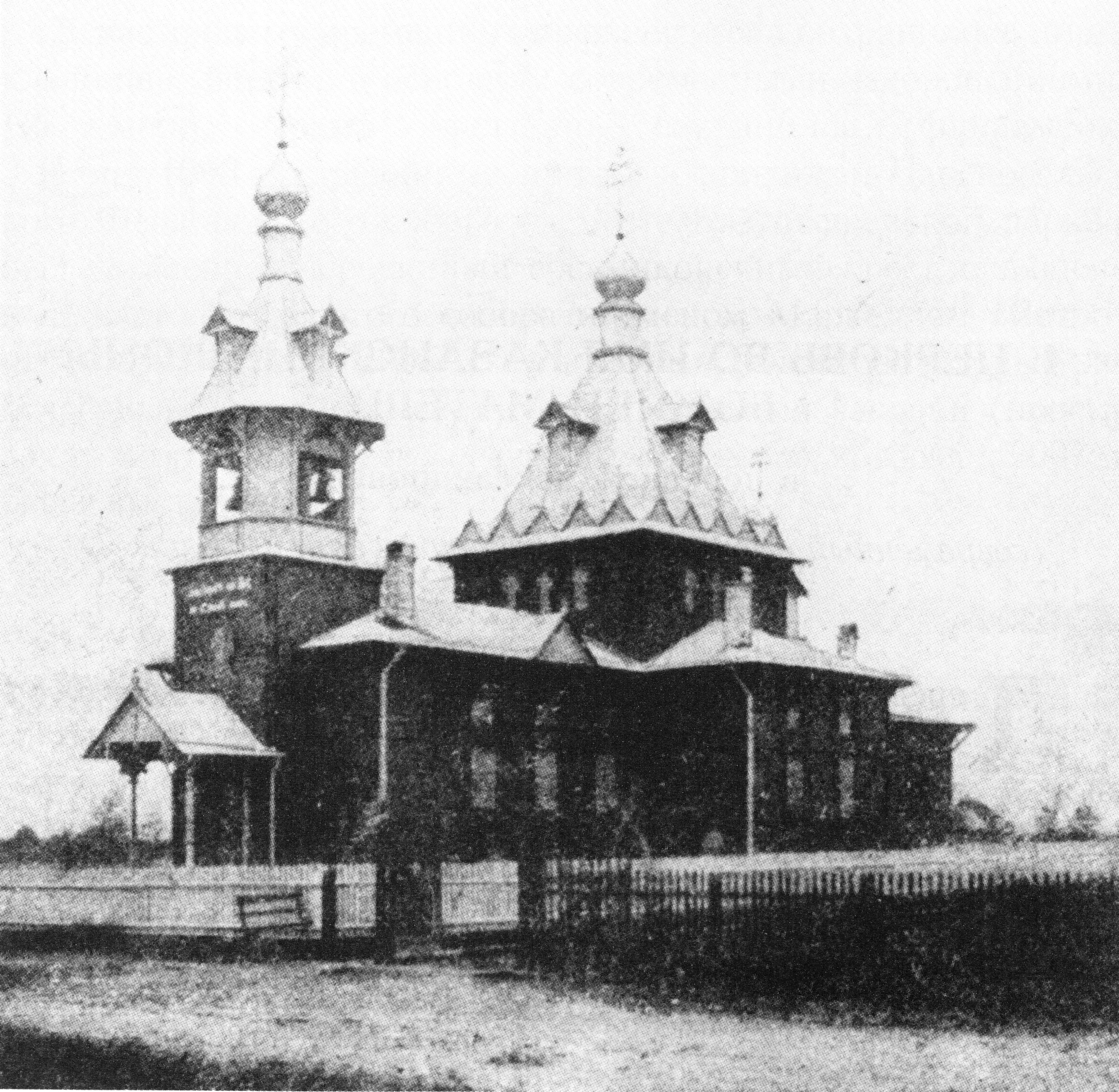
Первая Казанская церковь. Фото 1911 года

Проект храма был разработан членом Братства гражданским инженером Владимиром Дмитриевичем Николя. При этом в процессе постройки он был реализован в изменённом виде. 12 (25) апреля 1907 года храм был торжественно освящён митрополитом Санкт-Петербургским и Ладожским Антонием (Вадковским).
Одноглавая церковь с шатровой колокольней имела в плане форму креста и была построена в стиле деревянного русского зодчества. Высота купола снаружи превышала 21 метр, а высота главного алтаря и боковых приделов составляла по 4 метра. Храм был освещён десятью большими и десятью малыми окнами в два света, помимо которых в куполе имелись ещё 12 крестообразных окон, а в главном алтаре и боковых приделах по два больших окна в каждом. Для отопления церкви в зимнее время были устроены 5 печей. Колокола для храма были отлиты на гатчинском заводе Лаврова. Церковь вмещала до тысячи человек. Внутри храма первоначально находился небольшой дубовый иконостас. 14 (27) августа 1912 года в главном приделе был установлен и освящён новый трёхъярусный золочёный иконостас, выполненный художниками Яковлевым и Хвостовым, и сооружённый на средства почётного члена Братства Ф. С. Заводова и других лиц. В новый иконостас были добавлены ещё шесть икон, написанные на цинковых досках. В 1913 году был устроен левый боковой придел во имя Архистатига Божия Михаила, преподобного Димитрия Прилуцкого и священномученика Власия Севастийского.
В храме находился точный список с явленной в 1826 году Казанской иконы Божией Матери, преподнесённый Братству ещё в январе 1905 года дачником А. П. Чистовым. Эта икона, написанная художником Ф. Е. Егоровым, была украшена серебряным окладом и помещена в белый позолоченный киот. Кроме того, этот благотворитель пожертвовал несколько больших икон, написанных на полотне, среди них иконы священномученика Ипатия Гангрского; преподобного Сергия Радонежского; преподобного Серафима Саровского, украшенные серебряными позолоченными венцами и помещённые в золоченые киоты. В 1904 году от дачника А. М. Латышева поступил точный список с Казанской иконы Божией Матери, находившейся в Казанском соборе в Санкт-Петербурге. Рядом с храмом была устроена сторожка, возведено здание для Общества трезвости с религиозно-нравственной библиотекой. Начало действовать кладбище.
Церковь была закрыта по постановлению Президиума Леноблисполкома от 10 июня 1934 года, а её помещение было передано под клуб. По словам старожилов, здание церкви сгорело в конце 1930-х годов от неосторожного обращения с огнём. По другим сведениям, церковь была разрушена в годы Великой Отечественной войны. Возможно, что храм сначала сгорел, а его остатки были снесены в период оккупации. Фундамент храма был разобран в 1960 году, к началу 1990-х годов сохранилась лишь небольшая часть кладки с левого крыла.

## Современная церковь

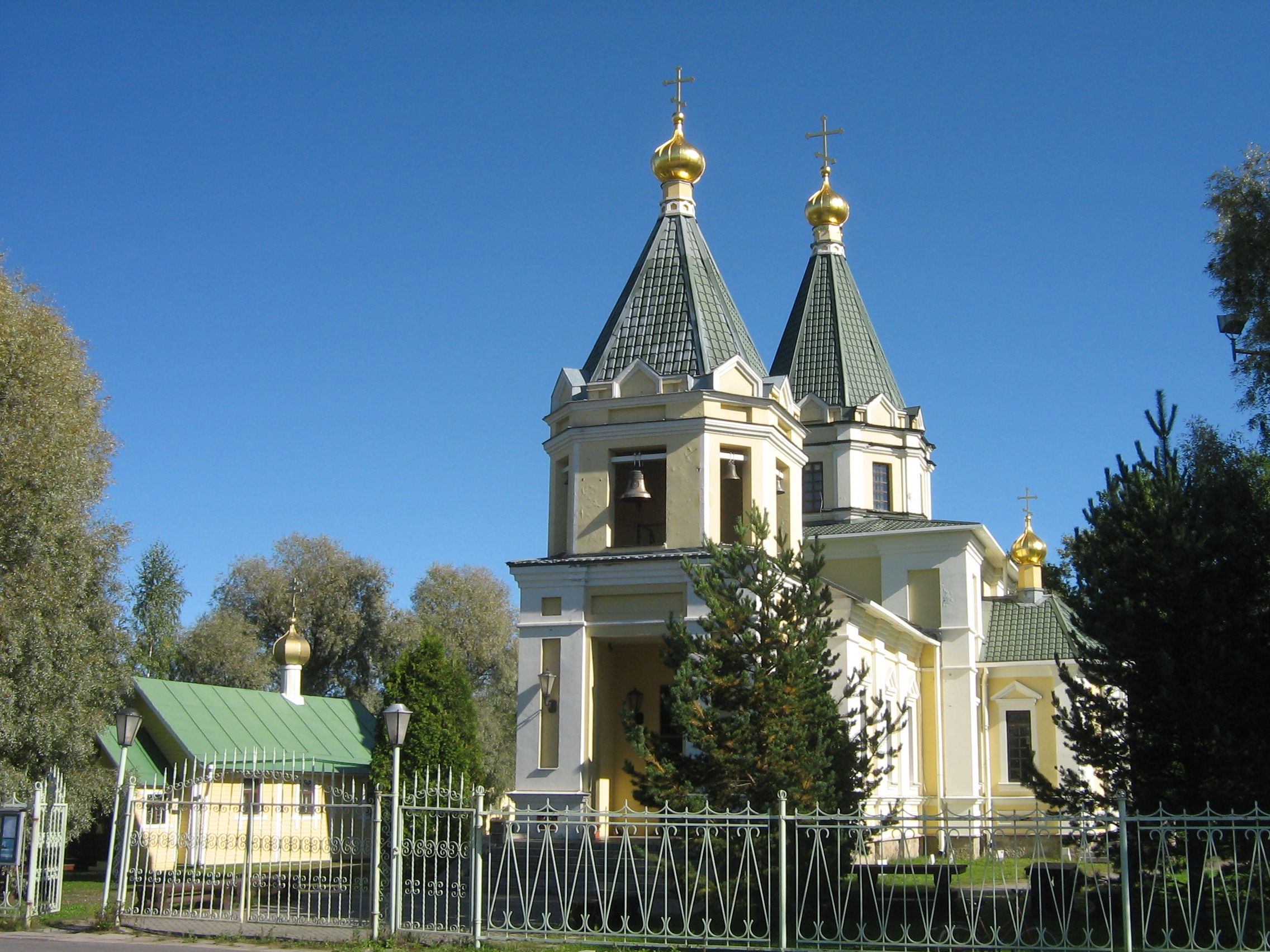
Казанский храм и часовня рядом с ним

В 1994 году среди жителей Александровки была образована и вскоре зарегистрирована община, поставившая целью постройку хотя бы небольшой церкви во имя Казанской иконы Божией Матери. В 1996 году на собранные средства Была построена небольшая деревянная церковь-часовня, в которой и совершались богослужения.
Летом 1996 года рядом со зданием временной часовни на средства «Балтийской строительной компании» началось возведение каменного храма. Закладку церкви совершил священник Николай Яцкунас. Строительство и отделка храма закончились через год, и 26 октября 1997 года он был полностью освящён митрополитом Санкт-Петербургским и Ладожским Владимиром (Котляровым) в сослужении местного духовенства.

## Архитектура, убранство
Храм построен у бывшей дороги в Санкт-Петербург, в месте, исторически называемом Клин. Название связано с тем, что этот участок ограничивают река Кузьминка и впадающий в неё ручей, а также две линии железных дорог — Варшавской и Императорской ветки
Церковь каменная, однопрестольная, построена по проекту архитектора Е. Л. Светловой. Новый храм во имя Казанской иконы Божией Матери однопрестольный. Архитектура храма: четверик, завершённый малым восьмериком под шатровым куполом, с трапезной и двухъярусной шатровой колокольней, — отдалённо воспроизводит черты первоначальной постройки. Храм имеет три входа: западный, северный и южный.
Иконостас двухъярусный, иконы — современные, выполненные в древнерусском стиле. На алтарной арке находится фреска с образом Божией Матери «Державная». Справа от иконы изображены Феодоровский Государев собор и сам храм в Александровке, а слева — Софийский собор и Знаменская церковь. В барабане купола устроены восемь окон; на внутреннем своде изображены херувимы.

## Территория храма

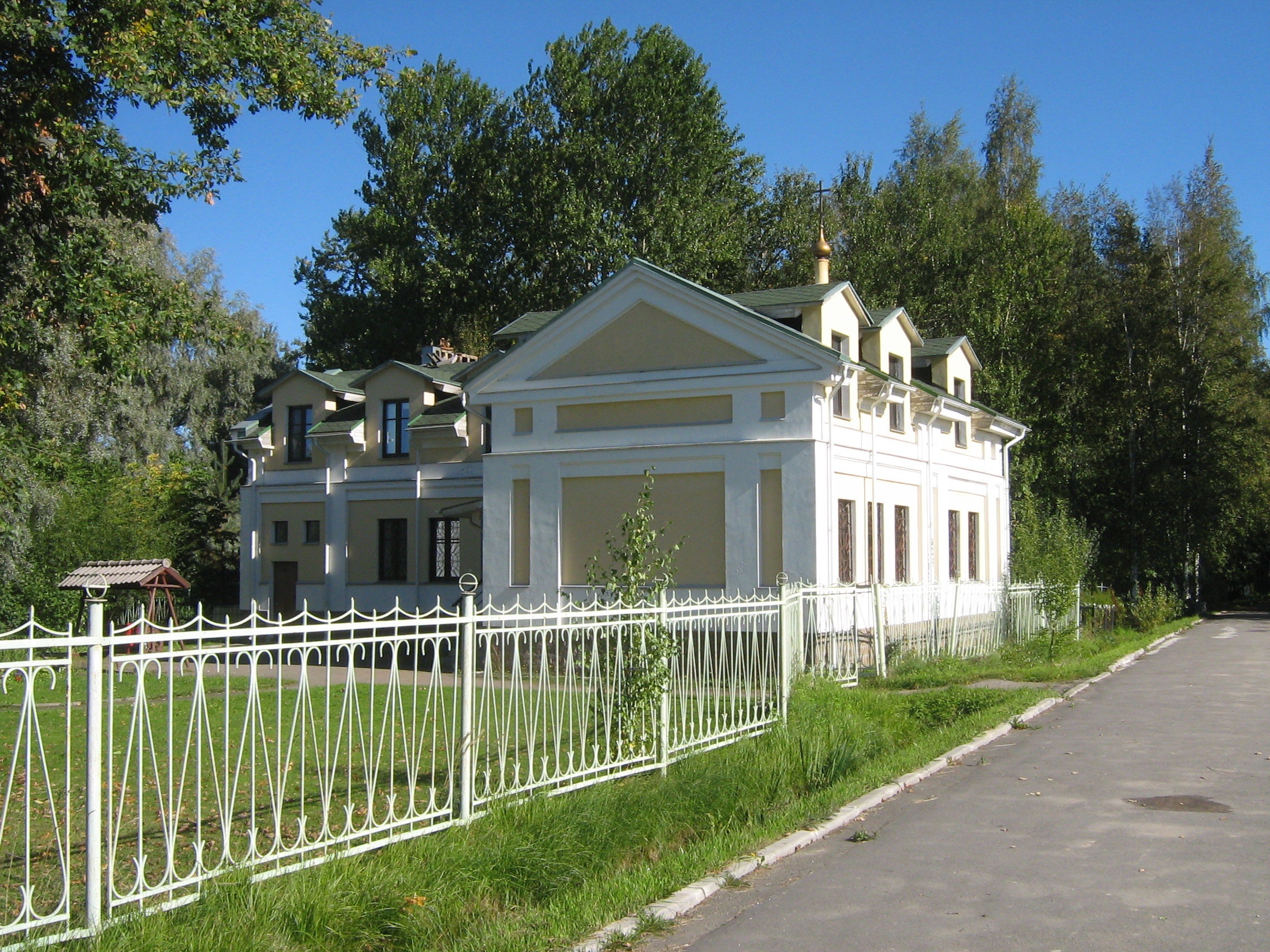
Церковно-приходская школа

- Храм-часовня Казанской иконы Божией Матери, построенная в 1996 году по проекту архитектора Д. П. Козлова на собранные средства. Здание деревянное, увенчанное луковичной маковкой. В храме проходили все богослужения до освящения каменной церкви. В настоящее время здесь совершаются требы.
- Памятный крест, каменный, был установлен в октябре 1997 года на месте, где, по преданию, произошло явление Казанской иконы Божией Матери. Надпись: «Сие место явления Казанской Иконы Божией Матери 27 апреля 1826 года». Первоначально, 10 мая 1996 года здесь был освящён деревянный крест.
- Сторожка с кабинетом настоятеля построена одновременно с деревянным храмом.
- Церковно-приходская школа. Двухэтажное каменное здание с луковичной главкой, увенчанной крестом, было построено в 1999—2001 году по проекту архитектора Алексея Вячеславовича Михалычева.
- Приходское кладбище и захоронения при храме. Кладбище было устроено с возведением первого храма, остаётся действующим. За алтарём церкви было обнаружено несколько захоронений, над которыми в настоящее время восстановлены деревянные восьмиконечные кресты. Здесь погребены: церковный староста Владимир Петрович Назаров (1854—1922), его супруга Мария Антоновна Назарова (1862—1931) и их дочь Александра Владимировна Классен (1891—1927). Рядом находятся могилы учредителя Александровского братства Сергея Васильевича Лабутова (скончался после 1917 года) и одного из псаломщиков храма.

## Приход

### Традиции
Ежегодно, 27 апреля (ст. ст.) каждого года, в храмовый праздник совершался крестный ход на речку Кузьминку, на место явления иконы. Здесь духовенство служило молебен с погружением креста в воду речки Кузьминки.

### Духовенство
17 (30) июля 1907 года при храме была открыта штатная священническая вакансия, а в 1910 году приход стал самостоятельным.
| Настоятели церкви                               | Настоятели церкви                                 |
| Даты                                            | Настоятели                                        |
| ----------------------------------------------- | ------------------------------------------------- |
| 27 сентября (10 октября) 1908 — 1911            | священник Иоанн Иоаннович Энтсон (1874—1969)      |
| 16 (29) июня 1911 — 30 января (12 февраля) 1913 | священник Николай Петрович Смирнов (1876—1941)    |
| 5 (18) марта 1913 — после 1917                  | священник Виктор Михайлович Дамаскинский (1885—…) |
| 1923 — 1932                                     | священник Василий Григорьевич Попов (1888—1932)   |
| 1932 — 1934                                     | …                                                 |
| 1934 — 1994                                     | приход не существовал                             |
| 1994 — 1996                                     | священник Николай Борисович Яцкунас (род. …)      |
| 26 октября 1996 — настоящее время               | протоиерей Борис Леонидович Куприянов (род. 1949) |

### Часовни
- Часовня на железнодорожной станции Александровская. 25 мая (6 июня) 1867 года во время посещения Александром II Всемирной выставки в Париже на него было совершено покушение польским террористом А. И. Березовским. Император не пострадал. В память о спасении государя на станции Александровская[7] было решено возвести небольшую каменную часовню, которая была заложена в сентябре 1868 года. Она сооружалась по проекту архитектора А. Ф. Видова и 25 мая (6 июня) 1869 года была освящена главным священником Главного штаба гвардии и гренадер протопресвитером В. В. Бажановым в присутствии императора Александра II и членов Императорской Фамилии. Белокаменное здание было увенчано шатровым куполом и небольшой луковичной маковкой. Карниз часовни над входом был украшен надписью: «Слава в вышних Богу», а сверху неё, по всему периметру, обрамлён узорчатыми закомарами. Внутри часовни в бронзовых позолоченных рамах находились три больших живописных образа одинакового размера, написанные на медных досках. Центральный — образ Вознесения Господня и два боковых — святого благоверного князя Александра Невского и святого равноапостольного князя Владимира, у каждого из которых сверху и снизу была выложена благодарственная надпись. Здесь же находился ещё один образ Вознесения Господня, написанный на дереве и украшенный полудрагоценными камнями, преподнесённый московскими единоверами 17 (29) апреля 1869 года. Образ был украшен сребропозлащённой ризой и надписью: «Сей образ устроен во славу Божию и в память покрова Божия над благочестивейшим Государем Александром Николаевичем, дивно явленнаго в Париже 25 Мая 1867 года, в день Православнаго праздника Вознесения Господня». Часовня не имела окон, находилась на небольшом возвышении с каменными ступенями и была обнесена лёгкой железной оградой. Рядом с ней находилась каменная караулка со службами[8]. Несмотря на то, что часовня находилась на территории сначала Кузьминского, а затем Александровского прихода, она не была приписана к какой-либо церкви и находилась в ведении Царскосельского дворцового правления. По постановлению Отдела Управления Троцкого уездного исполкома от 28 августа 1923 года часовня была закрыта, а находившееся в ней имущество было сдано «на хранение дорожным мастерам». Сохранившись в годы Великой Отечественной войны, здание было разобрано во время комсомольского субботника в 1949 году. В 2011 году на сохранившемся цоколе был установлен памятный знак в виде креста с фотографией Николая II и надписью «Император Николай II. Благодарная Россия».
- В 1882 году крестьянка Анисья Макарова подала прошение с просьбой разрешить в Александровке постройку каменной часовни в память императора Александра II на развилке дорог в Петергоф и Санкт-Петербург[9]. Несмотря на то, что архитектор Александр Львович Гольм даже составил её проект, часовня так и не была построена. В 1911 году староста Казанского храма Н. А. Русинов вновь поднял вопрос о сооружении на этом месте часовни в ознаменование 50-летия освобождения крестьян, однако и это намерение также осталось неосуществлённым.